# Deutsche Litteraturzeitung
Die Deutsche Litteraturzeitung, auch Deutsche Literaturzeitung, war eine von Max Roediger begründete Rezensionszeitschrift, die von Beginn an das Ziel verfolgte, schon durch die Auswahl der besprochenen Werke deren wissenschaftliche Bedeutung und durch kritische Bewertungen dieser Werke deren Rang zu dokumentieren.

## Geschichte
Die Zeitschrift wurde 1880 von Max Roediger (1850–1918) gegründet und ab 1886 von August Wilhelm Fresenius (1850–1924) herausgegeben. Sie erlangte internationale Bedeutung unter der Leitung von Paul Hinneberg (1862–1934), der sie seit 1892 als sein Privatunternehmen, seit 1923 aber als gemeinsame Unternehmung der wissenschaftlichen Akademien zu Berlin, Göttingen, Heidelberg, Leipzig, München und Wien unter Leitung der Königlich-Preußischen Akademie der Wissenschaften leitete und im Verlag der Weidmannschen Buchhandlung in Berlin herausgab. Neben Übersichten über Personalien und Akademieveröffentlichungen erschienen Zusammenstellungen und Sammelreferate über einzelne Fachgebiete. Darin kam der Deutschen Literaturzeitung auch das entscheidende Verdienst zu, eine Art Organisation der Wissenschaften zu leisten, die alsbald im Ausland kopiert und seit 1947 etwa vom Referateorgan Erasmus. Speculum scientiarium. International Bulletin of contemporary Scholarship übernommen wurde.
Diese Besprechungsorgane setzen die Linie der im 18. Jahrhundert in Frankfurt, Jena, Halle und Göttingen begründeten Literaturzeitungen fort, von denen einzig die monatlich erscheinenden Göttingischen gelehrten Anzeigen mit jeweils wenigen, aber sehr ausführlichen kritischen Besprechungen erschienen und bis heute weiter bestehen. Die traditionsreiche und angesehene Deutsche Litteraturzeitung, die nach dem Zweiten Weltkrieg im Auftrag der Akademie der Wissenschaften der DDR weitergeführt und herausgegeben wurde, stellte nach 124 Jahren ihr Erscheinen 1993 ein.

## Erscheinungsverlauf
- Nr. 1 (1880) – Nr. 44 (1923); N.F. 1 = Nr. 45 (1924) – N.F. 6 = Nr. 50 (1929); 3. F. 1 = Nr. 51 (1930) – 3. F. 6 = Nr. 56 (1935); Nr. 57 (1936) – Nr. 65 (1944); Nr. 66/68 (1945)/Nr. 47 (1947); Nr. 69 (1948) – Nr. 114 (1993).[2]